# Río Paredones (Pangal)
El río Paredones es un curso natural de agua que nace en la ladera noroeste del cerro Picos del Barroso y desemboca en el río Pangal, en la Región de O'Higgins.

## Historia
Luis Risopatrón lo describe en su Diccionario Jeográfico de Chile en 1924:: 634 
Paredones (Río de). Ofrece minas de cobre, rodados i laderas de fuerte pendiente en la parte superior de su cajón donde no hai senderos i se encuentran algunos ensanches i un poco de pasto, del que en jeneral es pobre, pues no se halla en el sino manchones verdes compuestos de malezas que los animales no comen; se angosta la quebrada después del ensanche, que sigue aguas abajo de la desembocadura del arroyo de Mamá i el río corre encerrado por macizos, con nieves eternas en sus cimas i caídas en gran parte verticales lo que le ha valido su denominación. Corre hacia el W i con el de Flores forma el río Pangal, del Cachapoal.